# جیمی چین
جیمی چین (انگلیسی: Jimmy Chin؛ زادهٔ ۱۲ اکتبر ۱۹۷۳) صخره‌نورد، اسکی‌باز، کوهنورد، عکاس و کارگردان اهل ایالات متحده آمریکا است. از آثار کارگردانی‌شده توسط او می‌توان به مستند انفرادی آزاد (۲۰۱۸) اشاره کرد.